# ダークサムス
ダークサムス（Dark Samus）とは、任天堂のコンピュータゲーム『メトロイドシリーズ』に登場する、敵キャラクターである。

## 概要
惑星ターロンⅣで撃破されたメトロイドプライムが、フェイゾンスーツから取り込んだサムスの遺伝子情報（マトリックス(恐らくDNA)）を基に、彼女の形質、及び装備を複製して、蘇ったフェイゾンエネルギー生命体である。
その名称は、初登場の『プライム2』にて遭遇したスペースパイレーツ兵士が、サムスに酷似した外見から、「黒いサムス＝ダークサムス」と呼んだ事から。
なお、正確には「パワードスーツを着用したサムス」に酷似した外見であり、素顔までは再現していない。

## 性質･能力
基本能力
メトロイドプライムの名残から浮遊能力を持ち、空中を高速で飛翔する事もできる。基本的にフェイゾンエネルギー系の攻撃が有効だが、サムス・アランの遺伝子情報を基に復活した影響から、各属性のビーム・ミサイル能力や、ブーストボール・スクリューアタックの物理攻撃など、多くの弱点も同時に引き継いでしまった。また、元は通常世界（ライトクリーチャー）の存在であるため、名前に反してダークエネルギーが弱点となっている。
サムス・アランの能力
サムスのスーツから遺伝子を取り込んだ事で、パワードスーツの装備を模倣（コピー）した攻撃能力を手に入れている。フェイゾンエネルギーを原動力とした複数のビーム能力に加え、高速移動可能なブーストボール能力を使用する他、シャインスパークに酷似した突進攻撃も行う。
スペースパイレーツが開発したステルスフィールド発生装置を奪って透明化能力を獲得した事など、サムスのパワードスーツの「モジュール機能」に似通った性質も持っている。
エネルギー吸収能力・自己再生能力
フェイゾン生命体に共通する能力。フェイゾンエネルギーを吸収する事で、欠損・劣化を起こす事なく身体の完璧な再構築を行える他、汚染された生命体から吸収したフェイゾンに含まれている情報を基に、その生命体が持つ固有の能力を獲得する事も出来る。
一方余りにもフェイゾンを吸収しすぎると、体内のフェイゾンエネルギーが暴走を起こし身体を維持出来なくなる危険性も持っている。この際は自身の安定性を確保するため、高レベルの余剰フェイゾンエネルギーを常に用いたビームやシールドで熾烈な攻勢を仕掛けてくる。
この暴走状態が顕著化した場合、膨張したフェイゾンエネルギーの球体へと変質する事になる。この場合はフェイゾンエネルギーを除いた全ての攻撃を無効化するが、さらにフェイゾンエネルギーを撃ち込まれれば過負荷によって崩壊する状態にある。
精神支配能力
『プライム3』で新たに確認された能力。自らの意思を込めたフェイゾンを相手に送り込み、完全に汚染された生命体の精神を支配する事が出来る。
また他の生命体と分子レベルで融合して、精神を支配するスナッチ能力も有しているが、その能力は『プライム2』に登場する闇の種族イングに酷似している。なお、分子化したダークサムスには実体が存在せず、翼のような物が生えた黒い粒子状の姿となっている。
分身生成能力
『プライム3』で新たに確認された能力。自分自身と同レベルの戦闘能力を有する複製体『ダークエコーズ』を生成する事が出来る。
ワープ能力
フェイゾン生命体の一部は、次元転移能力及び、短時間での空間跳躍を可能にするワームホール展開能力を有している。ダークサムスも、ショートレンジ（近距離）のワープ能力を獲得しており、宇宙空間を転移しながら、惑星間を移動する。

## 全体の変遷

### メトロイドプライム
惑星ターロンⅣの最終決戦において、撃破されたメトロイドプライムが、サムスを道連れに自爆をしようと、1本の触手を突き刺したが、抵抗するサムスのパワードスーツから、フェイゾンスーツが剥がれ、同時にサムスは束縛から解放、そしてメトロイドプライムがフェイゾンコア諸共、消滅した事で任務完了となった。
しかし、隠しエンディングのスペシャルムービーでは、インパクトクレーター爆破跡地のフェイゾン溜まりから、サムスのフェイゾンスーツに酷似した黒い腕が出現し、その左手の甲には1つの目玉が付いていた……と、全身こそ確認できないが、この時こそダークサムス誕生の瞬間と推測される。

### メトロイドプライム2 ダークエコーズ
惑星ターロンⅣのフェイゾン発生源が消滅した事で、新たなフェイゾン反応を求めて惑星エーテルに移動する。自身の強化のためあらゆる場所に出没してフェイゾンを吸収する事を目的としており、フェイゾン入手の邪魔をしなければスペースパイレーツに危害を加える事はなかった。一方で監禁状態のターロンメトロイドを解放したり、スペースパイレーツ基地のセキュリティをハッキングしてステルスフィールド発生装置を奪取する等、その行動には謎が多い。
なお、ダークエーテルに生息するイング族から敵対される様子がないため、両者の関係は深いと推測される（ただし、ホレイトでの再戦時直前の部屋では、ダークパイレーツ数体を一掃している）。
サムスとは合計3回戦う事になり、撃破した後わざわざサムスの目の前で復活して高笑いをあげる事から、人間並みの知能を持ち合わせていると推測される。なお戦闘能力は復活のたびに強化されていくが、最終決戦時にはフェイゾンの過剰摂取によりその身体が透け、内部の骨格や血管、臓器類などが浮き彫りとなった不安定な状態である。最後は自身が放つ拡散フェイゾンビームを逆利用して倒され、弱り切った動きでサムスに近づいた後、彼女へ手を伸ばした瞬間に消滅する。
完全に消滅したと思われたが、事件解決後、サムスが去った惑星エーテルの衛星軌道上にてエネルギー体の状態で復活する。

### メトロイドプライム3 コラプション
惑星エーテルのフェイゾン回収に派遣されたスペースパイレーツの戦艦コロッサスにて、フェイゾン貯蔵庫に積載されていた全フェイゾンを吸収して復活。前作隠しエンディングの時点ではエネルギー体としての復活であったが、充分な量のフェイゾンを得た影響から新たな力と実体を伴っての復活となった。乗組員の30％を抹殺した後、残りの兵士や拠点である惑星ウルトラガスのパイレーツ達を残らずフェイゾン汚染により自らの配下とする。
『ダークエコーズ』では手足の爪や皮膚などにおいて生物としての容姿を強く残していたが、今回はよりサムスのパワードスーツに近い機械的な形態となっている。また復活後のダークサムスは、意思を込めたフェイゾンを送り込み相手を汚染してその精神を支配する事が可能であり、体内に内包したフェイゾンエネルギー量も過去最大となっている。
銀河連邦との戦いに向けて、多くの拠点惑星をスペースパイレーツを利用して制圧。更に精神感応能力を持つ有機コンピュータ・オーロラユニット313を奪い、全てのフェイゾンの原産地惑星フェイザの核と同調して自由に操る能力を得た。しかしそれは自身とオーロラユニット313の破壊により、惑星フェイザを含む全てのフェイゾンが連鎖爆発で消滅するようになった事も意味しており、単身潜入したサムスとの再戦に敗れた事で、生み出した全てのフェイゾン諸共連鎖爆発により完全に消滅した。

## 大乱闘スマッシュブラザーズシリーズ
『大乱闘スマッシュブラザーズ for Nintendo 3DS / Wii U』ではプレイヤーを援護するアイテム「アシストフィギュア」として登場。
『大乱闘スマッシュブラザーズ SPECIAL』ではプレイアブルキャラクターとして登場。サムスのモーションを流用した、ダッシュファイターという扱いとなっている。